# Johann Michael Beer von Bildstein

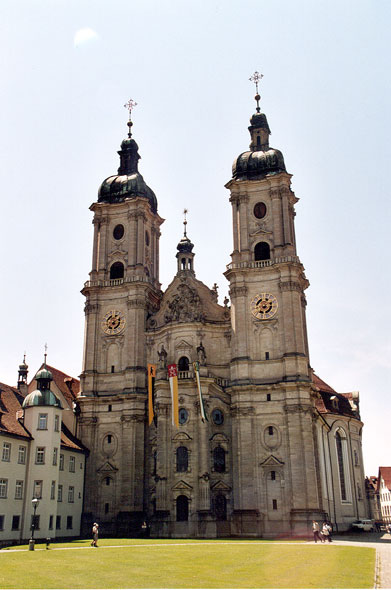
Klosterkirche St. Gallen

Johann Michael Beer von Bildstein (* 20. Mai 1696 in Au; † 3. Juli 1780 in Bildstein) war ein österreichischer Baumeister aus Vorarlberg, Sohn von Franz Beer von Au und Schüler von Franz Beer von Bleichten (Auer Zunft). Er heiratete 1723 Christina Natter aus Bildstein und wurde daraufhin Bürger dieser Gemeinde, nahe Bregenz. Der Zusatz von Bildstein ist kein Adelstitel, sondern dient der Unterscheidung von Johann Michael Beer von Bleichten, dem Sohn von Franz Beer von Bleichten, mit dem er nicht verwandt war.
Das Kloster Fischingen erhielt Ost- und Südflügel nach seinen Plänen. Sein wichtigstes Werk war jedoch die Klosterkirche in St. Gallen als Nachfolger von Peter Thumb, für die er vor allem den Mönchschor und die Ostfassade errichtete.

## Wichtige Bauten
- Altes Rathaus in Konstanz, Erneuerung 1733
- Schlosskapelle Mammern, Neubau 1740–1743
- Klosterkirche des Klosters Ofteringen 1741–1749
- Kloster Mehrerau, Neubau 1749–1750
- Stiftskirche St. Gallen, Neubau 1760–1769
- Pfarrkirche von Niederbüren, 1766